# 轮台诏
《輪台诏》是前89年（征和四年）汉武帝所下達的诏书，公開向臣民反省过错，是中国历史上保存完整的上谕。
有關考古的研究癥結點在於動機之是否消極或積極，如田余庆等人认为，這標誌著汉武帝晚期改弦易辙，使得西汉的统治方针发生了急劇转变，重新回到了与民休息及重视发展经济的轨道，从而可以延续数十年国祚，避免了像秦朝般迅速败亡的结局。辛德勇认为，轮台诏見於《漢書·西域傳》，並不代表漢朝調整國策，而是总结李广利和莽通兵败的教訓以及调整对外作战策略的权宜之计，此外，田余庆等人的結論來自资治通鉴記載的漢武帝相關罪己言論，而這些罪己言論又是來源自非可靠來源《漢武故事》，所以汉武帝死后并未徹底改变西汉对外战争的基本国策。

## 背景
汉武帝刘彻是西汉第七位皇帝，雄才大略，建樹廣闊；惟到晚年，性格大變，迷信多疑。先建明堂，後垒高坛，树“太一”尊神，舉辦顶礼膜拜，并且靡费巨资，多次封禅出游，命令大批人民入海求助蓬莱真神。为了通神求仙，誤信方士，將宫廷被服都改變怪模怪样，命人製造30丈高的仙人銅像，以搜集甘露和玉屑饮之，以为可以长生不老。并且任用侫臣江充，最终酿成巫蛊之祸，逼死太子刘据和卫皇后，受诛连者数万人，導致政治混乱。
经济上，由于汉武帝连年对外用兵和肆意挥霍，国库空虚。汉武帝以桑弘羊执掌全国财政，将盐铁实行垄断专卖，并且出卖爵位，允许以钱赎罪，使到吏治腐败。广大贫苦农民不堪官府和豪强的双重压榨，于汉武帝统治的中后期接连爆发民變，并且愈演愈烈。
军事上，前90年，在贰师将军李广利受命出兵五原（今内蒙古自治区五原县）讨伐匈奴的前夕，丞相刘屈牦与李广利合谋立昌邑王刘髆为太子。后刘屈牦被腰斩，李广利妻被下狱。此时李广利正在乘胜追击，听到消息恐遭祸，欲再击匈奴取得胜利，以期汉武帝饶其不死。但是兵败，李广利只得投降匈奴。
以上种种打击使汉武帝心灰意冷，对自己过去的所作所为颇有悔意。前89年，桑弘羊等人上书汉武帝，建议在轮台（今新疆维吾尔自治区轮台县）戍兵以备匈奴，汉武帝驳回桑等人的建议，下诏反思自己，又称“当今务在禁苛暴，止擅赋，力本农。修马政复令以补缺，毋乏武备而已”，史称“轮台罪己诏”。

## 内容
前有司奏，欲益民赋三十助边用，是重困老弱孤独也。而今又请遣卒田轮台。轮台西于车师千余里，前开陵侯击车师时，危须、尉犁、楼兰六国子弟在京师者皆先归，发畜食迎汉军，又自发兵，凡数万人，王各自将，共围车师，降其王。诸国兵便罢，力不能复至道上食汉军。汉军破城，食至多，然士自载不足以竟师，强者尽食畜产，羸者道死数千人。朕发酒泉驴、橐驼负食，出玉门迎军。吏卒起张掖，不甚远，然尚厮留其众。
曩者，朕之不明，以军候弘上书言“匈奴缚马前后足，置城下，驰言‘秦人，我匄若马’”，又汉使者久留不还，故兴遣贰师将军，欲以为使者威重也。古者卿大夫与谋，参以蓍龟，不吉不行。乃者以缚马书遍视丞相、御史、二千石、诸大夫、郎为文学者，乃至郡属国都尉成忠、赵破奴等，皆以“虏自缚其马，不祥甚哉！”或以为“欲以见强，夫不足者视人有余。”
《易》之，卦得《大过》，爻在九五，匈奴困败。公車方士、太史治星望气，及太卜龟蓍，皆以为吉，匈奴必破，时不可再得也。又曰：“北伐行将，于鬴山必克。”卦诸将，贰师最吉。故朕亲发贰师下鬴山，诏之必毋深入。今计谋卦兆皆反缪。重合侯得虏候者，言：“闻汉军当来，匈奴使巫埋羊牛所出诸道及水上以诅军。单于遗天子马裘，常使巫祝之。缚马者，诅军事也。”又卜“汉军一将不吉”。匈奴常言：“汉极大，然不能饥渴，失一狼，走千羊。” 

乃者贰师败，军士死略离散，悲痛常在朕心。今请远田轮台，欲起亭隧，是扰劳天下，非所以优民也。今朕不忍闻。大鸿胪等又议，欲募囚徒送匈奴使者，明封侯之赏以报忿，五伯所弗能为也。且匈奴得汉降者，常提掖搜索，问以所闻。今边塞未正，阑出不禁，障候长吏使卒猎兽，以皮肉为利，卒苦而烽火乏，失亦上集不得，后降者来，若捕生口虏，乃知之。当今务，在禁苛暴，止擅赋，力本农，修马复令，以补缺，毋乏武备而已。郡国二千石各上进畜马方略补边状，与计对。 
- 罪己詔翻譯成現在的文字就是：

前些時候，有關部門奏請要增加賦稅，每個百姓再多繳三十錢，用來增加邊防費用。 這樣做明顯加重老弱孤獨者的負擔。 如今又有人奏請派兵到輪台去屯田墾荒。 輪台在車師以西一千餘里，上次開陵侯攻打車師時，危須、尉犁、樓蘭在京師的六國子弟兵都先後西去參加征戰，運送糧草接應漢軍，國王自己發兵數萬人，統馭將帥攻破車師城，迫使車師王歸降，取得了勝利。 雖然城裡糧食很多，可是兵士無法帶足糧食班師回朝，體魄強健的盡食所蓄，體弱多病的在路上死了幾千人。 朕派酒泉的驢隊、駱駝隊出玉門關護送軍糧迎接軍隊，可是班師的兵士返回張掖不多遠，還是有很多人沒有回來。

朕曾經一時糊塗，聽信了一個名叫弘的軍侯的上書：“匈奴人捆住馬的四蹄，扔到城下，說要送馬給我漢朝。” 匈奴長期扣留漢朝使者不讓回朝，所以才派貳師將軍李廣利興兵征討，維護漢使的威嚴。 古時候，卿大夫提出的倡議，都要先求神問卜，得不到吉兆是不能施行的。 因此，貳師將軍這次出征前，朕曾普遍地徵詢朝廷諸位大臣，以及地方郡國都尉成忠、趙破奴等長官的意見，大家認為“匈奴人捆縛自己的戰馬，是他們最大的不祥之兆”，有的認為“匈奴人是在向漢朝顯示強大，故意向人顯示自己力量有餘而已”。 

問卜於易，得大過之卦，爻在九五，為匈奴困敗之象。待詔方士和太史官觀星象、望雲氣，太卜官卜龜拈蓍也都認為貳師將軍出征“吉兆明顯，匈奴必敗，機不可失”，還說：“派貳師將軍帶兵北伐，到鬴山就能打勝仗”。 卦辭顯示派貳師將軍前去作戰最合適，所以朕才派遣李廣利率兵出征，並告誡他慎入匈奴腹地。 可誰曾想到，那些求神問卜得到的卦辭全都與事實相反。 後來被漢軍抓到的匈奴俘虜說： “匈奴人聽說漢軍要來，就派巫師埋掉羊牛行走的通道，填掉水井，詛咒漢軍。單于送給漢朝天子良馬裘衣時，便讓巫師祝愿匈奴好運。匈奴人捆縛戰馬，是為了詛咒漢軍。還曾卜到“漢軍有一位將領命運不利”。匈奴人又說：“漢朝雖然強大，但漢人忍耐不了沙漠裡的飢渴。 匈奴放出一隻狼，漢軍就要損失一千隻羊”。 

等到李廣利兵敗，將士們或戰死，或被俘，或四散逃亡，這一切都使朕悲痛難忘。 如今桑弘羊等人奏請派軍隊遠赴輪台屯田墾荒，修築堡壘哨所，這是勞民傷財，不是憂患天下百姓的好建議，朕不能採納。 大鴻臚建議招募囚犯以封侯作為獎賞，借護送匈奴使者回國的機會，刺殺匈奴單于，發洩我們的怨憤，這種事情連春秋五霸也不會這樣做的，況且匈奴對投降他們的漢人要搜查全身，詳細盤問被俘漢人所知道的情況。 當今邊塞防務還沒有走上正軌，宮門都可以隨便出入，邊疆障候官員派兵士狩獵獲皮肉之利，兵士勞苦而烽火鬆弛，那些活著跑回來的俘虜，知道這種情況。 

當今最重要的任務，是嚴禁各級官吏對百姓苛刻暴虐，廢止擅自增加賦稅的法令，鼓勵百姓致力於農業生產，恢復為國家養馬者免其徭役賦稅的法令，用來補充戰馬損失的缺額，不使國家軍備削弱而已。 各郡、國二千石官員都要製定本地繁育馬匹和補充邊境物資的計劃，在年終呈送全年公務報告時報送朝廷。 ” 